# Tamara Elzein
Tamara Elzein, Tamara El Zein ou Tamara el-Zein, en arabe تمارا الزين, née en 1977 au Liban, est une scientifique et femme politique libanaise.

## Biographie

### Premières années et études en France
Cadette d'une famille de 7 enfants, très douée en mathématiques et chimie physique, elle passe son master 2 à l'université libanaise et veut se consacrer à l'étude des ressources du vivant. Elle part pour la France et s'inscrit à l'université de Haute-Alsace auprès du professeur Jacques Schultz, un des meilleurs spécialistes français en chimie physique. Elle y exerce pendant quinze ans, passe son doctorat, devient maîtresse de conférences et de recherches, et publie une cinquantaine de contributions.

### Retour au pays
Elle rentre au Liban en 2014 au sein de la Commission à l'énergie atomique libanaise. Ses travaux portent sur la radio-décontamination et la dosimétrie radioactive. En 2016, en coopération avec l'université Paris-Saclay, elle présente un procédé de piégeage des particules radioactives qui permet de décontaminer les terrains pour beaucoup moins cher que les méthodes antérieures.
En mars 2017, elle est une des quinze lauréates des « Jeunes Talents prometteurs internationaux » du programme L'Oréal-UNESCO Pour les Femmes et la Science au titre de la région Égypte-Levant. Elle est la fondatrice de l’observatoire de la femme libanaise dans la recherche scientifique Dawrikounna (votre tour) et organisatrice, au Liban, du concours « Ma thèse en 180 secondes ». Elle cherche à faire connaître la science dans le public à travers des animations comme les « Mezzés scientifiques ». En octobre 2020, elle est décorée de l'ordre français des Palmes académiques.

## Parcours professionnel
Le 1er juillet 2022, elle est nommée secrétaire générale du Conseil national de la recherche scientifique (CNRS-L) : elle est la première femme à occuper ce poste. Elle déclare que dans une période de difficultés économiques, il faudra faire des choix drastiques pour continuer à progresser, non seulement dans le domaine économique mais dans l'orientation des politiques publiques. Sous sa direction, le CNRS-L lance plusieurs programmes pour l'environnement, notamment pour la conservation des écosystèmes marins et forestiers.
Le 7 novembre 2023, elle est élue présidente de la commission des sciences de la Conférence générale de l’UNESCO : elle exerce ce mandat pour la durée de la conférence avant d'assurer pendant deux ans le suivi des programmes scientifiques de l'organisation. C'est la première fois qu'une personnalité libanaise occupe ce poste. Elle inscrit parmi ses priorités « l'égalité des genres, le changement climatique, les sciences basiques, la jeunesse, l’étude de l’intelligence artificielle ».
En novembre 2024, invitée au Forum mondial de la science (en) à Budapest, elle proteste vivement contre l'invasion israélienne du Liban et dénonce le système de « deux poids, deux mesures » par lequel la communauté scientifique internationale boycotte la Russie à la suite de l'invasion russe de l'Ukraine mais ferme les yeux sur l'invasion de la bande de Gaza et du Liban par Israël. Elle propose des mesures pour restaurer les régions dévastées par les bombardements israéliens et en particulier polluées par le phosphore blanc.

## Parcours politique
Le 8 février 2025, elle est appelée à faire partie du nouveau gouvernement de Nawaf Salam, président du Conseil des ministres du Liban après deux ans de crise parlementaire. Elle est une des cinq femmes sur 24 ministres. Nawaf Salam déclare ne vouloir aucun ministre issu des partis politiques. Tamara Elzein est cependant présentée par le parti chiite Amal.  
Elle souhaite renforcer la place de ce ministère, considéré jusque-là comme subalterne, et le renommer « ministère de l'Environnement, du Climat et de la Reconstruction ». Ses priorités sont de restaurer les sols ravagés par les  « crimes environnementaux résultant de l'agression israélienne », la gestion des déchets, la préservation de l'air et des ressources naturelles, la lutte contre le changement climatique et la prévention des risques de catastrophes naturelles. Elle rappelle que 2 192 hectares de terres ont été brûlés en totalité ou en partie par les bombardements. Le 28 février 2025, elle accompagne le président du Conseil dans une tournée d'inspection de la situation militaire sur la ligne de cessez-le-feu sur le Litani.

## Vie privée
Tamara Elzein est mère de trois enfants.

## Distinctions
- Prix L'Oréal-UNESCO pour les femmes et la science